# Языки Мьянмы

Этнологическая карта Бирмы 1972 г.

На территории Республики Союз Мьянмы насчитывается от 60 до 100 языков и диалектов, относящихся к сино-тибетской, тай-кадайской, австроазиатской и австронезийской языковым семьям.
Официальным государственным языком Республики Союз Мьянмы является, согласно статье 450 Конституции Мьянмы, бирманский (бама са, язык мьянма), он относится к лоло-бирманской группе тибето-бирманской ветви сино-тибетской языковой семьи, на котором говорят до 70 % населения. Отдельно выделяют такие диалекты бирманского языка, как араканский (использует 4 % населения), тавойский и мегуйский (около 0,2 % населения).
К языкам лоло-бирманской группы, используемым на территории Мьянмы около 0,2 % населения, относятся бесписьменные аци, мару и лаши.

## Местные языки
Помимо официального бирманского языка, выделяются качинский язык, родной для 2 % населения, распространён в Качинской национальной области. Языки нага, мизо, чин, относящиеся к нага-чинской группе, разговаривают около 1,5 % населения, в основном на западной и северо-западной частях страны. 
Примерно 7 % населения говорят на языках каренской группы, распространённой в основном на юго-востоке страны (Каренская национальная область, национальная область Кая). К основным языкам данной группы относят: сго, пво, бве, пао, кая.
Тай-кадайская языковая семья представлена шанским языком (9 % населения, на севере страны Шанская национальная область).
Мон-кхмерские языки (австроазиатская семья) представлены на территории Мьянмы монским языком (1,5—2 % населения, штат Мон, дельта реки Иравади и др.), палаун и ва.
Примерно 2000—3000 человек, проживающих на островах Андаманского моря, ведущие кочевой образ жизни, используют язык мокен, относящийся к сундо-сулавесской группе.

## В Конституции
Согласно статье 451 Конституции Мьянмы при толковании содержания конституции, в том числе её отдельных слов и выражений, идей, используется исключительно текст на языке мьянмы, который хранится в Национальном архиве и используется в качестве главного доказательства при определении смысла положений основного закона государства (ст. 454).

## Иностранные языки
В связи с тем, что Мьянма в течение длительного периода времени являлась колонией Англии, обучение как в школах, так и в вузах велось, помимо бирманского, и на английском языке, поэтому он неофициально выступает как второй язык государства, используемый в качестве делового и при общении с носителями иных языков. На двух языках — бирманском и английском — разговаривают около 30 % населения.